# Samantha Ballentines
Samantha Ballentines, nom artístic de Francisco José Sánchez Jiménez (Cadis, 1986), és una drag queen, humorista i artista multidisciplinària espanyola, coneguda per competir en la segona temporada de Drag Race España.

## Carrera
Va fer els seus primers passos el 2011 en els locals d'ambient LGTBI de Jerez de la Frontera, ciutat a la qual seguiria molt unida actuant cada cap de setmana i a l'Orgull LGTBI de Jerez des de 2018, juntament amb Tigrida Revuelta, Deena Citrón o Jota Carajota.
El desembre de 2014 va actuar ja en un xou drag al costat de l'artista Juana Sicosis.
En 2022 Samantha es va unir a la competència de telerealitat Drag Race España en la seva segona temporada, que va començar a emetre's el març de 2022. En el primer episodi va ser una de les dues nominades a l'eliminació, la qual cosa la va portar a enfrontar-se en una batalla de sincronització labial enfront de la també concursant Marisa Prisa. Finalment, Samantha va ser la vencedora, i Marisa es va convertir en la primera eliminada. En el segon episodi va ser nominada una vegada més a l'eliminació, però es va mantenir en la competició en vèncer en la batalla de sincronització labial enfront de l'artista Ariel Rec. En el tercer episodi va ser eliminada, després de ser derrotada en la batalla per Jota Carajota. De forma posterior a la seva eliminació en el programa va ser coronada com Miss Simpatia, i va rebre un premi de 3.000 euros. Tant el seu pas pel programa com la seva actuació en les sincronitzacions van aixecar una forta polèmica en xarxes socials i entre els fanàtics del programa.
Després del final d'emissió de la temporada, Samantha va passar a formar part de la gira nacional del Gran Hotel de las Reinas. Posteriorment va criticar públicament que cap ajuntament de la província de Cadis s'hagués ofert a acollir aquesta gira, malgrat comptar aquesta amb artistes drag de Jerez de la Frontera i San Fernando.
El desembre de 2022 va ser cap de cartell, al costat de Marina, de la festa Una fantasia de la Sala Razzmatazz de Barcelona.